# Абу Бакар Баашир
Абу Бакар Баашир (Abu Bakar Bashir) — (12 августа 1938, Джомбанг, Индонезия) — основатель экстремистской группировки Джемаа Исламия, лидер Индонезийского совета моджахедов.
Также известен под именами Абубакар Баасыйр (Abubakar Ba'asyir), Абдус Сомад (Abdus Somad) и Устад Абу (Ustad Abu, букв. «Учитель Абу»).

## Биография
Абу Бакар Баашир родился в Джомбанге на востоке острова Ява. До 1959 года он учился в школе-интернате «Гонтор» в городе Понорого. После окончания школы поступил в Аль-Ирсъядский университет в города Соло, который окончил в 1963 году.
Во время учёбы в университете стал активистом «Исламской студенческой ассоциации» в Соло. Был избран секретарём «Аль-Ирсъядской молодёжной организации». В 1961 году, избран президентом «Индонезийского исламского молодёжного движения». В 1972 году он с другом Абдуллой Сунгкаром основали близ Соло школу-интернат «Аль-Мукмин».
При президенте Сухарто в 1978 году Баашир и Сунгкар были арестованы. Им в вину ставилась поддержка шариата и отрицание индонезийской национальной идеологии Панчасила. Освобождён в 1982 году. В 1985 году ему были предъявлены обвинения в антигосударственной деятельности, а также в причастности к бомбовой атаке на буддийский храм Боробудур 21 сентября 1985 года. Баашир спасаясь от преследований бежал в Малайзию, где основал организацию, «Джемаа исламия».
По возвращении на родину в 1998 году создал организацию «Совет моджахедов Индонезии». В октябре 2002 года Баашир был арестован в связи с подозрением в участии в организации серии терактов в Индонезии в 2000 году и подготовке покушения на жизнь вице-президента Индонезии Мегавати Сукарнопутри. 14 апреля 2003 года индонезийское правительство обвинило Баашира в государственной измене, нарушении иммиграционного законодательства и подделке документов и приговорила к четырём годам тюремного заключения.
В ноябре 2003 года джакартский суд счёл его невиновным в организации заговора по свержению законного правительства страны и провозглашению Индонезии исламским государством. За хорошее поведение Баашир был освобождён из тюрьмы через 20 месяцев.
14 октября 2004 года Баашира снова арестовали по подозрению в причастности к взрыву в гостинице Марриот 5 августа 2003 года. Одновременно его обвинили в причастности к террористическим актам на Бали 2002 года, во время которых погибло 202 человека. 3 марта 2005 года он был приговорён к 2,5 годам тюремного заключения. В связи с тем, что часть срока Баашир отбыл во время следствия, а также благодаря амнистиям он вышел на свободу уже в июне 2006 года.
В середине 2010 года индонезийская полиция снова объявила его подозреваемым в терроризме в связи с новыми данными, и богослов был вновь арестован в августе. 9 мая 2011 года индонезийская прокуратура сняла часть обвинений по статье о терроризме. Гособвинение признало, что не смогло доказать причастность Баашира к поставкам террористам вооружений и взрывчатки, а также подготовке переворота. В то же время с Баашира не были сняты обвинения в передаче группе боевиков денежных средств. В итоге индонезийский суд приговорил 72-летнего Абу Бакара Баашира к 15 годам тюремного заключения по обвинению в финансировании террористической группировки. Осенью 2011 года суд Индонезии сократил срок с 15 лет до 9 лет. В 2014 году, находясь в тюрьме, присягнул Абу Бакру аль-Багдади.